# Ciclovoltammetria

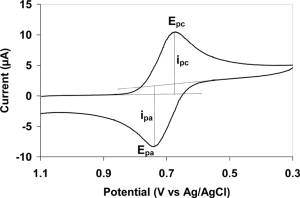
Voltammogramma

La ciclovoltammetria (CV) o voltammetria ciclica è una metodica elettrochimica potenziodinamica basata sull'applicazione di un potenziale a forma di onda triangolare a un elettrodo stazionario immerso in una soluzione non agitata.
In un normale esperimento il potenziale dell'elettrodo di lavoro è variato linearmente nel tempo come nel caso della voltammetria a scansione lineare. 
Però contrariamente da essa, in ciclovoltammetria la variazione del potenziale non termina quando questo raggiunge un dato valore, ma l'andamento è invertito. Questa inversione può avvenire per numerose volte durante un singolo esperimento. 
Tale tecnica è generalmente usata per studiare le proprietà di un analita in soluzione , nonché per lo studio di sistemi redox e in chimica dello stato solido e delle superfici.

## Metodi sperimentali
In ciclovoltammetria, il potenziale varia linearmente con una velocità detta velocità di scansione misurata generalmente in volt per secondo (V/s). Il potenziale viene misurato tra l'elettrodo di riferimento, a potenziale costante, e l'elettrodo di lavoro, mentre la corrente viene misurata tra l'elettrodo di lavoro e il controelettrodo; da qui la corrente (i) è riportata contro il potenziale applicato (E) per dare il cosiddetto ciclovoltammogramma. Al variare del potenziale per ogni analita che può essere ridotto (o ossidato) vi è uno scambio di elettroni con l'elettrodo di lavoro, così da dare una variazione della corrente misurata che produce un picco nel voltammogramma. Se il processo è reversibile quando il voltaggio sarà invertito raggiungerà il valore che riossiderà (o ridurrà) il prodotto formato nella prima parte della scansione producendo una corrente di opposta polarità. Un nuovo picco apparirà nel voltammogramma con una forma simile al precedente ma con inversa polarità. Da ciò se ne ricava il potenziale ossidoriduttivo e la velocità della reazione elettrochimica avvenuta. Nel caso di analita in soluzione, se il trasferimento di elettroni all'elettrodo è veloce e il processo è limitato dalla diffusione delle specie verso la superficie dell'elettrodo, l'intensità di corrente del picco sarà proporzionale alla radice quadra della velocità di scansione, come descritto nell'equazione di Cottrell. L'intensità di corrente del picco sarà proporzionale alla velocità di scansione quando la diffusione non limita il trasferimento di elettroni, come nel caso di sostanze elettroattive adsorbite sulla superficie dell'elettrodo.

## Caratterizzazione
Fondamentale quanto ovvio, l'analita in studio tramite ciclovoltammetria deve essere una specie elettroattiva all'interno dell'intervallo di potenziale sperimentale. È anche altamente indispensabile per l'analita un comportamento reversibile o quasi.
Un comportamento reversibile si ha quando la differenza di potenziale tra il picco di riduzione e ossidazione tende a zero al tendere della velocità di scansione a zero. In tale situazione si ha un valore di potenziale pari al potenziale formale della coppia redox, che sarà uguale alla media matematica dei potenziali di ossidazione e riduzione presi a velocità diverse dallo zero.
In questo sistema ideale si avranno distinti valori di |Eox-Erid|, per esempio a 50 mV/s ΔE sarà 59 mV per processi con un solo elettrone coinvolto e 30 mV nel caso di 2 elettroni coinvolti. 
Inoltre il rapporto dell'intensità di corrente passante al catodo (ipc) e all'anodo (ipa) si approssima all'unità (ipa/ipc=1) per picchi reversibili.
Quando il processo è semi-reversibile è ancora possibile determinare molte informazioni, specialmente i processi cinetici, seguendo l'andamento delle reazioni chimiche oltre al E01/2 termodinamico.
Quando il processo è irreversibile la ciclovoltammetria non è in grado di discriminare se il valore ricavato sia il potenziale termodinamico o uno spostamento a potenziali più estremi per qualche forma di sovrapotenziale.
Il processo può essere irreversibile a causa di successive reazioni chimiche, un esempio comune per i metalli di transizione è la variazione della geometria delle sfere di coordinazione.
Qualche supposizione può essere fatta circa l'irreversibilità dei processi, ma ciò è generalmente fuori dallo scopo della ciclovoltammetria.
L'equazione di Randles-Sevcik esprime l'intensità della corrente di picco:
{\displaystyle \operatorname {I} _{P}=0,4463zFAC{\sqrt {\frac {zFvD}{RT}}}}
o per una soluzione alla temperatura di 298,15 K
{\displaystyle \operatorname {I} _{P}=2,686\cdot 10^{5}\cdot z^{3/2}AD^{1/2}Cv^{1/2}}
dove:
- IP = intensità della corrente di picco [A]
- z = numero di elettroni scambiati
- A = area elettrodica [cm²]
- D = coefficiente di diffusione dell'analita [cm² / s]
- v = velocità di scansione del potenziale [V / s]
- C = concentrazione [mol / cm³]
- F = costante di Faraday [C / mol]
- R = costante universale dei gas [J / (mol K)]
- T = temperatura [K]

Raggruppando i termini che possono essere considerati costanti, attuando una metodica standard per uno specifico elettrolita, si ottiene la forma IP = KR C, che esprime la dipendenza lineare dell'intensità della corrente di picco in funzione della concentrazione. Di conseguenza, la misura dell'altezza del picco può essere utilizzata per l'analisi quantitativa.
I potenziali di picco, potenziali corrispondenti alla corrente di picco, sono invece caratteristici per ogni elettrolita e permettono un approccio qualitativo a questo tipo di analisi.

## Configurazione di un esperimento
Nella configurazione più comune, oltre all'elettrodo stazionario (detto elettrodo di lavoro) la cella elettrochimica comprende un elettrodo di riferimento e un controelettrodo, anche conosciuto come elettrodo ausiliario. Un elettrolita di supporto viene solitamente addizionato alla soluzione in esame per assicurare una sufficiente conduttività e garantire che il trasporto della specie studiata avvenga per diffusione, a meno che essa non sia adsorbita sulla superficie dell'elettrodo.
Gli elettrodi sono statici e sono posizionati in una soluzione non agitata durante la ciclovoltammetria, e il metodo è così caratterizzato da picchi controllati dalla diffusione nel caso di specie in soluzione. Questa strategia permette ad una parte dell'analita di rimanere dopo il processo ossidativo o riduttivo, dove può ancora mostrare ulteriore elettroattività. È importante agitare la soluzione prima di passare a un nuovo esperimento in modo da fornire alla superficie dell'elettrodo nuovo analita. Siccome in ciclovoltammetria si altera la carica delle sostanze in soluzione, è prassi comune che dopo riduzione o ossidazione alcune sostanze possano precipitare e depositarsi sugli elettrodi. Questi strati formatisi possono isolare la superficie degli elettrodi, mostrando la loro propria attività elettrochimica nelle successive scansioni, o addirittura alterare la superficie. Per questo e altre ragioni è consigliabile pulire accuratamente le superfici degli elettrodi tra un esperimento e l'altro.
Materiali comuni per l'elettrodo di lavoro includono carbonio vitreo, grafite pirolitica, platino, oro e ossidi semiconduttori di metalli, direttamente immersi nelle soluzioni o incastonati in cannule isolati e inerti (spesso di teflon) con una superficie esposta ad una estremità. Il raggio medio di un elettrodo di lavoro è intorno a 1 mm. Una forma regolare e definita permette di controllare l'area della superficie esposta all'analita, importante per l'interpretazione quantitativa dei risultati ciclovoltammetrici.
Per eseguire esperimenti ad alte velocità di scansione un normale elettrodo di lavoro produrrebbe picchi distorti a causa dell'elevata corrente e dell'alta resistenza. Ultramicroelettrodi sono impiegati per minimizzare la corrente e resistenza.
Il controelettrodo può essere di qualunque materiale con alta conducibilità e inerte nei confronti delle condizioni di impiego.
Per mantenere la corrente osservata, spesso il controelettrodo ossida o riduce il solvente o un elettrolita di supporto.

## Variazioni
In alcuni esperimenti, la specie in analisi è fissata sulla superficie dell'elettrodo di lavoro, per esempio in studi elettrochimici di proteine elettroattive. In questo caso la diffusione non gioca un ruolo importante nei processi implicati, ma fondamentali diventano le interazione analita-superficie, specie per proteine che tendono a denaturarsi in determinate condizioni.
L'affinità del monossido di carbonio ad alcuni elettrocatalizzatori può essere sfruttata per studiare la struttura dell'elettrodo attraverso una tecnica nota come strippaggio del CO.
La ciclovoltammetria non è un metodo idrodinamico, ma esistono varianti dove un flusso generato da agitazione della soluzione, pompaggio o rotazione dell'elettrodo, è in contatto con la superficie di lavoro. Queste tecniche raggiungono uno stato stazionario che appare lo stesso dal voltaggio positivo al negativo, così da limitare la tecnica a una voltammetria a scansione lineare.